# La grande corsa (film 1965)
La grande corsa (The Great Race) è un film del 1965 diretto da Blake Edwards, interpretato da Jack Lemmon, Tony Curtis e Natalie Wood.

## Trama
Nel 1908 viene indetta una gara automobilistica di 22.000 miglia da New York verso ovest, fino a Parigi.
Il diabolico Professor Fate e il suo aiutante Carmelo cercano di vincere a tutti i costi la gara ricorrendo a trucchi e sabotaggi delle vetture avversarie.
L'unico equipaggio concorrente che rimane in gara riuscendo a sfuggire ai tranelli di Fate è quello formato dal suo nemico e nemesi, il Grande Leslie, il suo meccanico ed aiutante Ezechiele e Maggie DuBois, una giornalista e suffragetta che si è unita a loro dopo avere perso la propria vettura. I due equipaggi saranno protagonisti di una lunga serie di gag, imprevisti e problemi d'ogni genere, compreso un colpo di Stato in un piccolo paese europeo il cui principe assomiglia a Fate.
Il contrastato rapporto tra il tombeur de femmes Leslie e la femminista Maggie si allenta durante le traversie della gara, arrivando al punto che lui si ferma a pochi metri dal traguardo per dimostrarle il suo amore. Questo dà la vittoria a Fate, che dopo l'esultanza iniziale decide per orgoglio di non accettare che Leslie l'abbia lasciato vincere, e monta sul cofano della sua auto sfidandolo alla rivincita: da Parigi a New York.
La gara riparte qualche giorno dopo, a seguito della cerimonia di nozze tra Leslie e Maggie: la gara sarà anche la loro luna di miele, tant'è che il meccanico Ezechiele non fa parte dell'equipaggio.

## Cast
Secondo i ricordi del figlio, Jack Lemmon ambiva molto ad impersonare il doppio ruolo del professor Fate/principe Hapnik, che riteneva a lui particolarmente congeniale. Per il ruolo del Grande Leslie si era inizialmente pensato a Burt Lancaster, Robert Wagner e Charlton Heston, il quale, pur avendo giudicato "divertente" la sceneggiatura del film, dovette rinunciarvi a causa dei suoi improrogabili impegni con le riprese di Il tormento e l'estasi di Carol Reed; per tale ragione venne poi impiegato Tony Curtis. L'attrice Natalie Wood (di origini russe), che impersona la vivace giornalista e suffragetta Maggie DuBois, cita in qualche modo se stessa quando, in una scena nella prima parte del film, riferisce con orgoglio di conoscere molto bene varie lingue straniere, tra le quali il russo. Tra i tanti validi caratteristi, in perfetto antagonismo rispetto al personaggio della Wood compare anche la spiritosa Dorothy Provine che, con l'interpretazione di Lily Olay, fornisce una prova particolarmente efficace cantando anche il singolo di successo He shouldn't-a, oughtn't-a swang on me.

## Edizione italiana
Nella versione italiana, peraltro accorciata rispetto alla durata originale, alcuni nomi vengono appositamente modificati: i coniugi Henry ed Hester Goodbody (interpretati dai veterani Arthur O'Connell e Vivian Vance) sono diventati Omobono, mantenendo tuttavia il gioco di parole originale. Come spesso accadeva in quegli anni nel doppiaggio italiano, alcuni cambiamenti avevano lo scopo di rendere più divertente ed intuibile la pellicola, specie quando, come in tal caso, era destinata soprattutto ad un pubblico di bambini e ragazzi: ad esempio, Maximilian "Max" Meen viene doppiato da Renato Cominetti con lo stesso accento siciliano che aveva conferito a Peter Falk in Angeli con la pistola. Anche il suo nome, Carmelo, viene ripreso dalla pellicola del 1961 diretta da Frank Capra (in originale, il Carmelo di Angeli con la pistola si chiama Joy Boy), così come avverrà ancora nel 1964 nel film I 4 di Chicago di Gordon Douglas.

## Inesattezze storiche
Nel 1908 si svolse realmente una gara automobilistica New York-Parigi, ma gli eventi descritti nel film non sono collegati in alcun modo alla gara reale, documentati invece nel libro Road Race Around the World e altrove; questo tipo di gare venne poi reso illegale a causa del pericolo costituito dall'elevato traffico automobilistico.
Nel film è presente un anacronismo, peraltro difficilmente evitabile dalla pur accurata produzione: sulla Torre Eiffel sono visibili le antenne della televisione, installate solamente negli anni trenta del Novecento.
Ad inizio film il Grande Leslie (Tony Curtis) si lancia da una mongolfiera con un paracadute T-5 dello U.S. Army e un'imbracatura dello stesso modello viene utilizzata poco dopo dal Professor Fate (Jack Lemmon) durante una delle sue fallimentari esibizioni. Ciò non è possibile per due semplici ragioni. Il paracadute venne sviluppato e prodotto a partire dal 1912 e nel 1908 è quindi assai improbabile che già venisse utilizzato. Supponendo anche che si trattasse di un prototipo, viene ulteriormente improbabile l'utilizzo di un paracadute sviluppato ed utilizzato nel corso della Seconda Guerra Mondiale.

## Altri media
Il film, in seguito al grande successo di pubblico riscontrato, ha direttamente ispirato la serie di cartoni animati Wacky Races ("Corse pazze") prodotta dalla celebre Hanna-Barbera, trasmessa a partire dal 1968 e per molti anni ancora anche all'estero; vi sono presenti quasi tutti i personaggi principali del film di Edwards, sia pure con nomi modificati, come la sofisticata ed orgogliosa Penelope Pitstop e il diabolico Dick Dastardly, che insieme al suo bizzarro cane/aiutante Muttley cerca invano di vincere le gare automobilistiche con ogni trucco sleale possibile.

## Riconoscimenti
- 1966 — Premio Oscar
  - Miglior montaggio sonoro a Treg Brown
  - Candidatura Migliore fotografia a Russell Harlan
  - Candidatura Miglior montaggio a Ralph E. Winters
  - Candidatura Miglior sonoro a George Groves
  - Candidatura Miglior canzone (The Sweetheart Tree) a Henry Mancini e Johnny Mercer
- 1966 — Golden Globe
  - Candidatura Miglior film commedia o musicale
  - Candidatura Miglior attore in un film commedia o musicale a Jack Lemmon
  - Candidatura Miglior colonna sonora a Henry Mancini
  - Candidatura Miglior canzone (The Sweetheart Tree) a Henry Mancini e Johnny Mercer